# Callogorgia americana
Callogorgia americana är en korallart. Callogorgia americana ingår i släktet Callogorgia och familjen Primnoidae. Utöver nominatformen finns också underarten C. a. americana.